# Julius Gustav Alberti

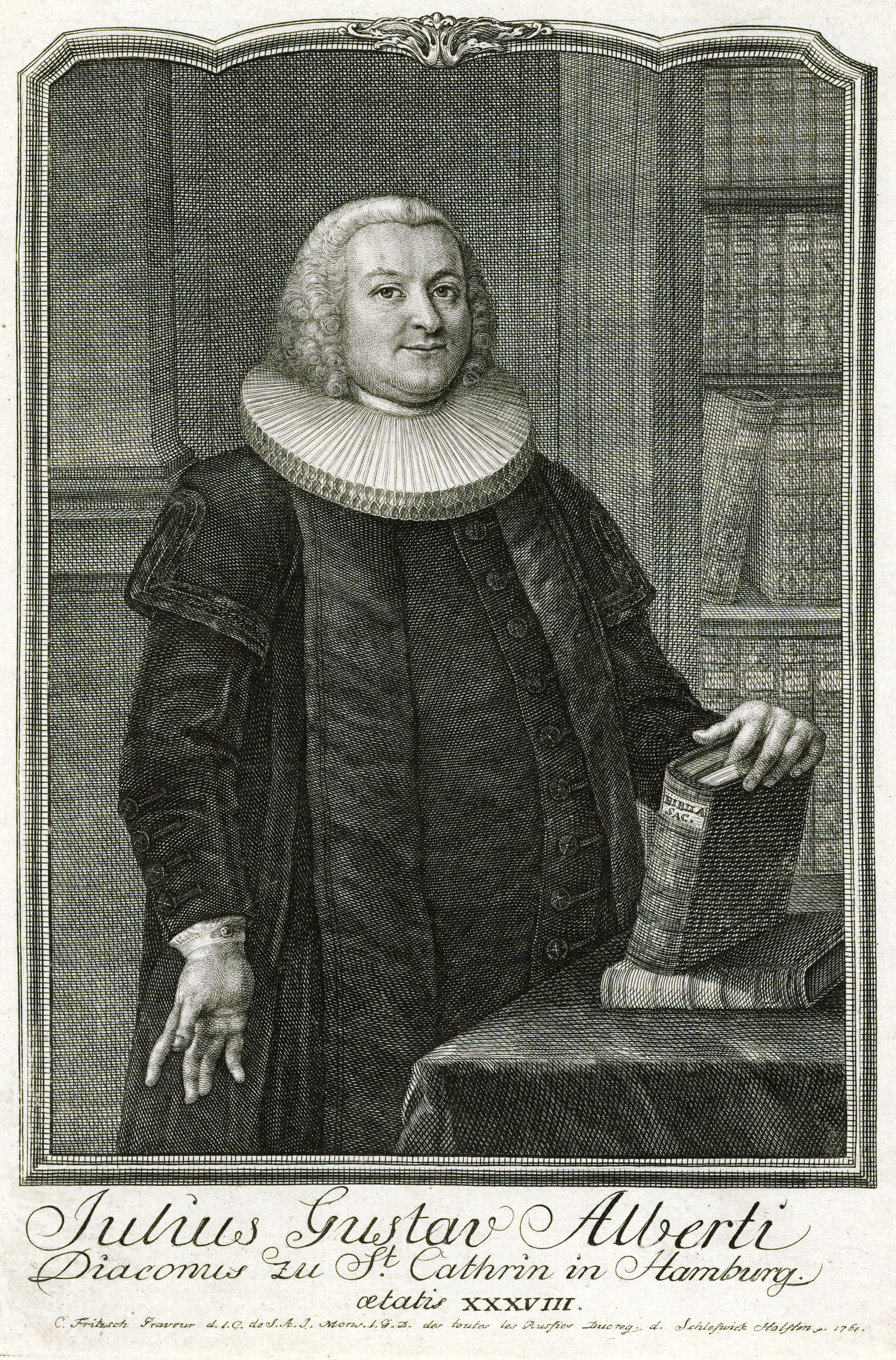
Kupferstich von Christian Fritzsch (1761)

Julius Gustav Alberti (* 26. August 1723 in Hannover; † 30. März 1772 in Hamburg) war ein evangelisch-lutherischer deutscher Prediger.

## Leben
Alberti studierte Theologie an der Georg-August-Universität in Göttingen und übernahm 1753 seine erste Predigerstelle in der Michaeliskirche von Groß Schneen, einem Dorf wenige Kilometer südlich von Göttingen. Nach dem Tod von Arnold Greve wurde er als bekanntermaßen aufgeklärter Theologe nach Hamburg berufen und dort zunächst Diakon an der St.-Katharinen-Kirche. Die aufgeklärte Partei unter den Wahlberechtigten setzte in diese Wahl die große Hoffnung, auf diesem Wege der Berufung eines ersten Aufklärers als Hauptpastor einer der Hamburger Kirchen näher gekommen zu sein. Entsprechend unglücklich war der Senior des Geistlichen Ministeriums Friedrich Wagner über die erfolgte Wahl Albertis. Die literarischen Kreise Hamburgs um den Dichter Klopstock nahmen ihn hingegen mit stürmischer Begeisterung in ihre Reihen auf. Zur großen Enttäuschung dieser Partei unterlag Alberti bei den Wahlen im Herbst 1755 seinem orthodoxen Widersacher Johann Melchior Goeze um die Hauptpastorenstelle an St. Nikolai. Die beiden Gegner fanden zunächst zu einem Arrangement, das jedoch auf Dauer nicht halten konnte. 1770 kam es zwischen den verfeindeten Parteien in der Hamburgischen Kirche zum Eklat. Dieser eskalierte im Dezember 1771 noch mit einer Veröffentlichung Albertis. Er starb an Schwindsucht, bevor die Untersuchungen des Geistlichen Ministeriums gegen ihn abgeschlossen werden konnten.

## Familie
Er hinterließ neben seiner Frau Dorothea Charlotte (1735–1809), einer geborenen Offeney, elf Kinder. Zwei weitere Kinder waren bereits vor Alberti verstorben. Die Versorgung der Familie wurde durch seine Anhänger in der Hamburgischen Kirche sichergestellt. Der Haushalt seiner Frau, die in Hamburg nach seinem Tode Mutter Alberti genannt wurde, spielte für die aufgeklärten Kreise weithin eine bedeutsame Rolle. Der Dichter und Übersetzer Johann Heinrich Voß war häufig in ihrem Haus zu Gast. Die Tochter Johanna (1755–1827) heiratete zunächst den Dichter Peter Wilhelm Hensler (1742–1779) und in zweiter Ehe 1783 den Komponisten Reichardt. Tochter Amalie (1769–1837) wurde 1798 die Ehefrau von Ludwig Tieck. Sein Sohn Carl wurde später  Direktor der Generalsalzdirektion in Berlin. Seine Tochter Maria war die Malerin und Gründungsoberin der Clemensschwestern (1767–1812).